# Zygmunt Kusiak

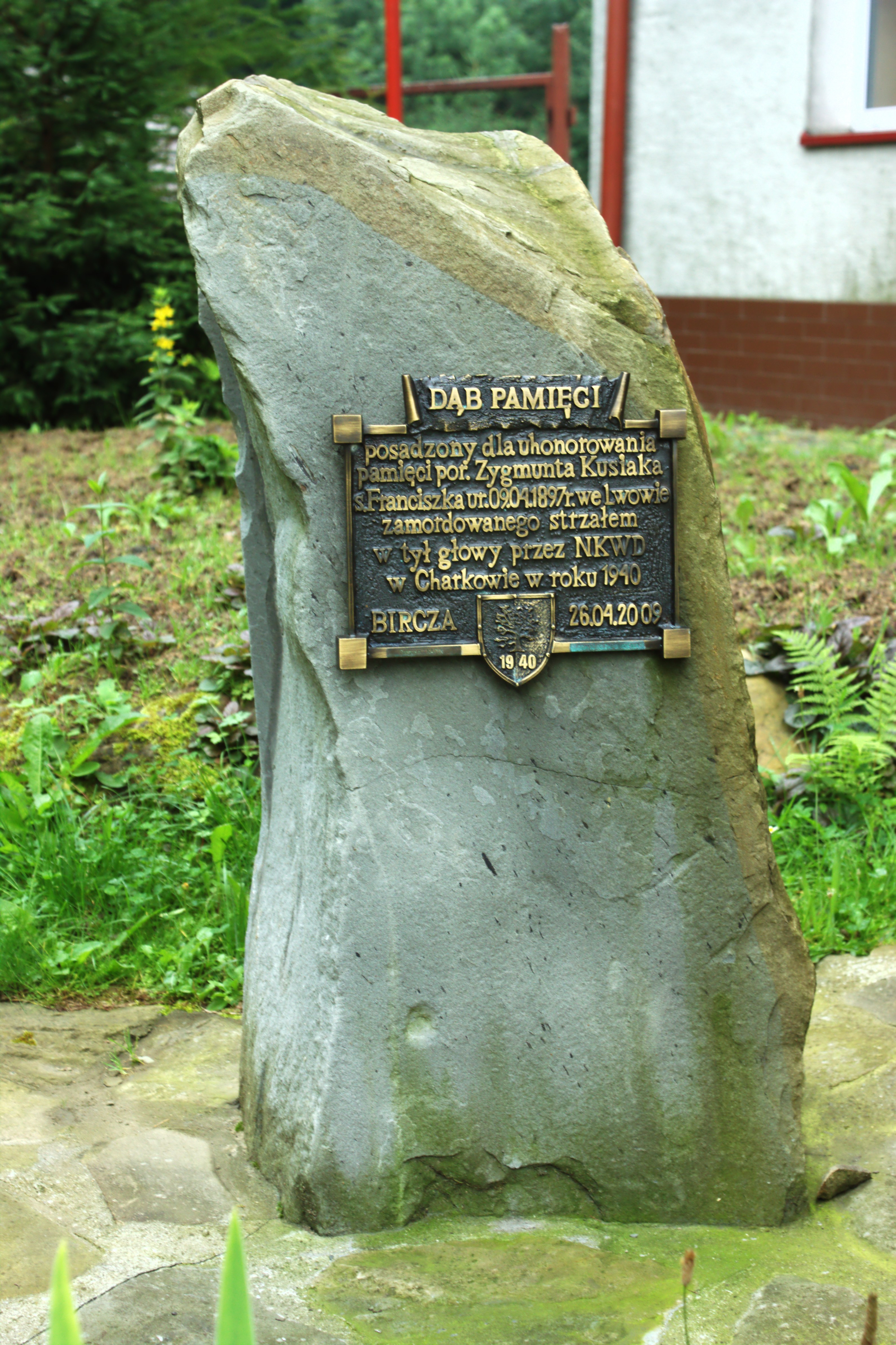
Kamień pamiątkowy przy Dębie Pamięci honorującym Zygmunta Kusiaka w Birczy.

Zygmunt Grzegorz Kusiak (ur. 9 kwietnia 1897 we Lwowie, zm. wiosną 1940 w Charkowie) – polski pedagog, porucznik taborów rezerwy Wojska Polskiego, działacz niepodległościowy, ofiara zbrodni katyńskiej.

## Życiorys
Urodził się 9 kwietnia 1897 we Lwowie, w rodzinie Franciszka i Julii z domu Maksuś. Ukończył gimnazjum w rodzinnym Lwowie. Został absolwentem kursów metodyczno-pedagogicznych w Chełmie oraz Wyższego Kursu Nauczycielskiego w Poznaniu.
Po wybuchu I wojny światowej wstąpił do Legionów i służył w II Brygadzie. Ukończył kurs jazdy kawalerii w ramach legionowego 2 pułku ułanów w 1917 w Mińsku Mazowieckim. Uczestniczył w bitwie pod Rarańczą, po czym został aresztowany i internowany na terenie Węgier. Następnie wcielony do c. i k. armii i skierowany na front włoski. U kresu wojny urlopowany wrócił do rodzinnego miasta i pod koniec 1918 brał udział w obronie Lwowa podczas wojny polsko-ukraińskiej.
Po odzyskaniu przez Polskę niepodległości wstąpił do Wojska Polskiego i brał udział w wojnie polsko-bolszewickiej w szeregach 2 pułku Ułanów Grochowskich oraz w kolumnach taborowych. Został awansowany do stopnia podporucznika rezerwy w korpusie oficerów taborowych ze starszeństwem z dniem 1 lipca 1925. W 1932 był na ćwiczeniach w 10 dywizjonie taborów w Przemyślu, a w 1934 w 2 dywizjonie taborów w Lublinie. Na stopień porucznika rezerwy został mianowany ze starszeństwem z 19 marca 1939 i 50. lokatą w korpusie oficerów taborów.
W latach 30. pełnił funkcję kierownika siedmioklasowej szkoły powszechnej w Birczy.
Po wybuchu II wojny światowej, w okresie kampanii wrześniowej był zmobilizowany do macierzystego 10 dywizjonu taborów w Radymnie. Po agresji ZSRR na Polskę z 17 września 1939 został zatrzymany przez Sowietów w okolicach Ihrowicy koło Tarnopola. Następnie przeszedł pieszo w kolumnie jenieckiej do punktu zbiórki jeńców na stacji w Wołoczyskach, po czym został przewieziony do obozu rozdzielczego w Kozielsku lub w Putywlu, a stamtąd do obozu w Starobielsku. Wiosną 1940 został zamordowany przez funkcjonariuszy NKWD w Charkowie i pogrzebany potajemnie w bezimiennej mogile zbiorowej w Piatichatkach, gdzie od 17 czerwca 2000 mieści się oficjalnie Cmentarz Ofiar Totalitaryzmu w Charkowie. Figuruje na Liście Starobielskiej NKWD, pod poz. 1753.

## Upamiętnienie
5 października 2007 roku Minister Obrony Narodowej Aleksander Szczygło mianował go pośmiertnie do stopnia porucznika (sic!). W dniach 9–10 listopada 2007 roku w Warszawie były odczytywane nazwiska ofiar zbrodni katyńskiej, awansowanych na wyższe stopnie wojskowe i służbowe, w trakcie uroczystości „Katyń Pamiętamy – Uczcijmy Pamięć Bohaterów”.
W ramach akcji „Katyń... pamiętamy” / „Katyń... Ocalić od zapomnienia”, 26 kwietnia 2009 został zasadzony Dąb Pamięci honorujący Zygmunta Kusiaka przy Publicznym Gimnazjum im. ks. prałata Tadeusza Dłubacza w Birczy.

## Ordery i odznaczenia
- Krzyż Niepodległości – 25 lipca 1933 „za pracę w dziele odzyskania niepodległości”[9]
- Krzyż Walecznych[1]
- Medal Pamiątkowy za Wojnę 1918–1921[1]
- Medal Dziesięciolecia Odzyskanej Niepodległości[1]
- Krzyż Obrony Lwowa